# Kulceratops
Kulceratops is een geslacht van plantenetende ornithischische dinosauriërs, behorend tot de groep van de Ceratopia, dat tijdens het vroege Krijt leefde in het gebied van het huidige Oezbekistan.

## Naamgeving en vondst
De typesoort Kulceratops kulensis is in 1995 benoemd en beschreven door Lev Alexandrowitsj Nesov. De geslachtsnaam is afgeleid van het Oezbeeks kul of koel, "meer", een verwijzing naar de Chodzjkoelformatie en een Grieks keratops, "hoorngezicht", een gebruikelijk element in de namen van de Ceratopia. De soortaanduiding heeft dezelfde etymologie: ook deze is van kul afgeleid.
Het holotype, CCMGE No. 495/12457, is in 1914 opgegraven door Andrei Dmitrijewitsj Archangelski bij Karakalpakistan in een laag uit het Albien. Het bestaat uit een linkermaxilla waarvan het voorste gedeelte is afgebroken. Verder zijn er nog losse tanden aan de soort toegewezen.

## Beschrijving
Door het gebrek aan materiaal is ons beeld over Kulceratops zeer onvolledig. De tanden zijn van een basaal neoceratopisch type. Het gaat in ieder geval om een klein dier van hoogstens enkele meters lengte.

## Fylogenie
Nesov wees Kulceratops toe aan een Archaeoceratopidae omdat het de oudste bekende neoceratopiër was. De meeste latere onderzoekers menen dat het om een lid van de Protoceratopidae gaat of in ieder geval een basaal lid van de Neoceratopia. Vanwege het beperkte materiaal wordt het taxon meestal als een nomen dubium beschouwd.